# Hessischer Rundfunk
Hessischer Rundfunk (en español, «Radiodifusión de Hesse»), también conocida por sus siglas HR, es la empresa de radio y televisión pública de Hesse. Fue fundada el 2 de octubre de 1948 y forma parte de la ARD, la organización conjunta de radiodifusoras públicas de Alemania. Su sede central se encuentra en Fráncfort del Meno.
El grupo gestiona seis emisoras de radio, un canal de televisión y dos orquestas. Se ocupa también de aportar contenidos a la red nacional de la ARD.

## Historia

Logo hasta 2004

Al igual que otras instituciones públicas de la ARD, la actual radiodifusora de Hesse tiene su origen en un organismo anterior, la «Südwestdeutsche Rundfunkdienst AG», fundada en 1923 y parte de la Reichs-Rundfunk-Gesellschaft que existió hasta 1945.
Después de la Segunda Guerra Mundial, Hesse quedó en la zona de ocupación de los Estados Unidos y los norteamericanos fundaron una nueva radio que el 2 de octubre de 1948 fue cedida al gobierno del estado federado. La emisora pasó a llamarse «Hessischer Rundfunk» (HR) y de inmediato se aprobó una ley de radiodifusión en la que quedaba establecida como una institución pública independiente.
El traspaso de HR a las autoridades alemanas quedó completado el 28 de enero de 1949, con la participación del gobernador militar Lucius D. Clay. Al año siguiente pasó a formar parte de la ARD, la organización de radiodifusoras públicas de Alemania Federal.
Después de que en la década de 1950 se inaugurase la sede central en Fráncfort del Meno, la nueva empresa desarrolló un servicio con dos emisoras de radio, a la que se sumaría una tercera en 1972, y la creación del primer canal de televisión regional (Hr-fernsehen) el 5 de octubre de 1964. Además se inauguraron estudios en Darmstadt, Fulda y Giessen (radio) y en Kassel y Wiesbaden (televisión) que sirvieron para mejorar la información de proximidad.

## Organización

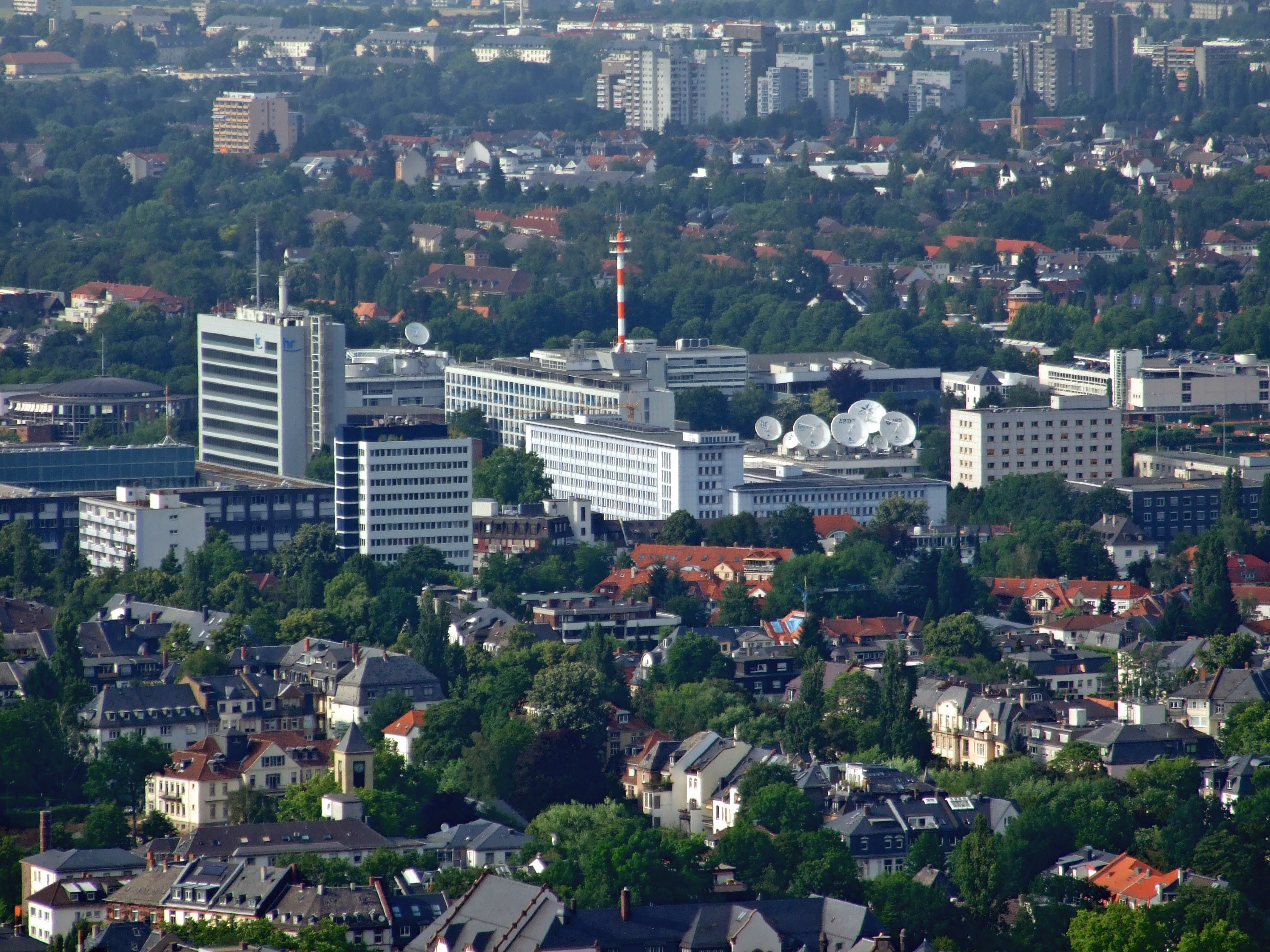
Sede de Hessischer Rundfunk en Fráncfort.

HR es una corporación de derecho público que funciona bajo la Ley de Radiodifusión de Hesse (Gesetz über den Hessischen Rundfunk), promulgada el 2 de octubre de 1948 y actualizada en 2010. Sus funciones están determinadas por una fundación legal, que establece la estructura de la organización y los principios bajo los que debe regirse.
La Ley de Radiodifusión está apoyada por el Contrato Estatal de Radiodifusión (Rundfunkstaatsvertrag), un acuerdo multilateral entre los dieciséis estados federados que regula las relaciones entre las radiodifusoras públicas y privadas. En lo que respecta a su papel en la ARD, formada por nueve grupos regionales y la internacional Deutsche Welle, HR coopera en la producción de contenidos.
La sede de HR está en Fráncfort del Meno, la ciudad más poblada de Hesse. Dispone también de tres estudios regionales en Kassel, Darmstadt y Fulda, y nueve delegaciones en distintas ciudades del estado. Dentro de la estructura de ARD, HR cuenta con un despacho en la sede de la organización en Berlín y se ocupa de las corresponsalías de Madrid, Rabat (Norte de África), Washington D. C., Los Ángeles y Nueva Delhi.
En Alemania se cobra un impuesto directo para el mantenimiento de la radiodifusión pública (ARD, ZDF y Deutschlandradio), a través de la empresa conjunta GEZ. El pago es obligatorio para todo aquel que tenga una radio, televisor o cualquier otro aparato que reciba señal. Cada hogar pagó 17,98 euros al mes en 2013. HR depende del dinero que le otorgue la ARD y destina sus ingresos a los departamentos de televisión, radio, mantenimiento técnico y gastos de gestión.

## Servicios

### Radio
HR dispone de seis emisoras de radio, todas ellas disponibles a través de internet. Las cinco siguientes pueden oírse en frecuencia modulada:
- hr1: Emisora generalista con programas informativos, magacines de actualidad y música contemporánea. Hasta 2004 se dedicaba en exclusiva a la información. Comenzó a emitir el 28 de enero de 1949.
- hr2-kultur: Radio cultural y de música clásica que además ofrece los conciertos de las orquestas de HR. Fue fundada el 15 de octubre de 1950.
- hr3: Emisora musical para todo tipo de oyentes, con programas de servicio público. Creada el 23 de abril de 1972.
- hr4: Radio para el público de la tercera edad. Ofrece información local, entretenimiento y música schlager alemana. Comenzó a emitir el 6 de octubre de 1986.
- hr-info: Radio de información continua, creada el 30 de agosto de 2004.

Las siguientes emisoras solo están disponibles en DAB e internet.
- YOU FM: Radiofórmula dirigida al público joven. Se puso en marcha el 1 de enero de 2004.

### Televisión
HR produce por medio de la organización ARD-Sternpunkt los canales para la ARD, tanto en el nacional Das Erste como en el resto de canales donde la corporación participa (3sat, KiKA, Arte, Phoenix, ARD Digital). Además posee un canal propio para Hesse:
- hr-fernsehen: Comenzó sus emisiones el 5 de octubre de 1964 y ofrece programas de proximidad y servicio público. Además, también por medio de la organización ARD-Sternpunkt da soporte técnico al resto de canales públicos dependientes de ARD para el resto de Alemania para su difusión.

### Organizaciones musicales
- hr-Sinfonieorchester: orquesta sinfónica fundada en 1929 como la «orquesta sinfónica de la radio de Fráncfort», está especializada en música clásica. Su actual director es el colombiano Andrés Orozco Estrada.[4]
- hr-Bigband: big band creada en 1946 y especializada en jazz y géneros contemporáneos. Su actual director es Jim McNeely.